# Balch Springs
Balch Springs – miasto w Stanach Zjednoczonych, w stanie Teksas, w hrabstwie Dallas. Całkowicie otoczone przez Dallas i Mesquite.

## Demografia
Według przeprowadzonego przez United States Census Bureau spisu powszechnego w 2010 miasto liczyło 23 728 mieszkańców, co oznacza wzrost o 22,5% w porównaniu do roku 2000. Natomiast skład etniczny w mieście wyglądał następująco: Biali 50,7%, Afroamerykanie 24,3%, Azjaci 0,9%, pozostali 24,1%.